# Pesäpallo

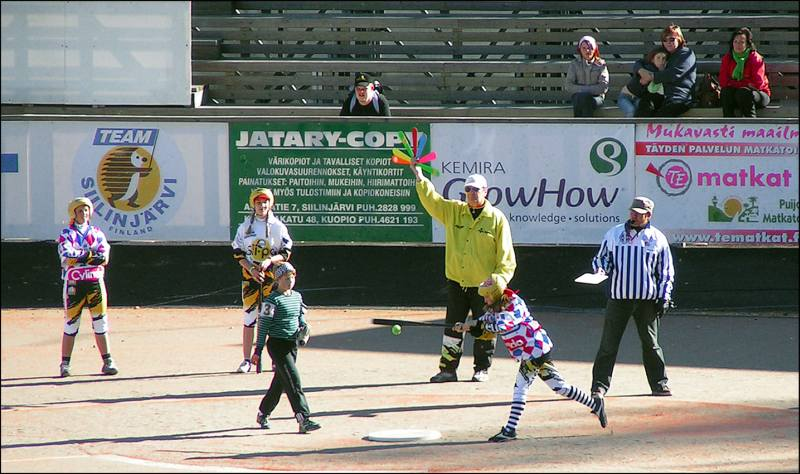
Jugendliche spielen Pesäpallo

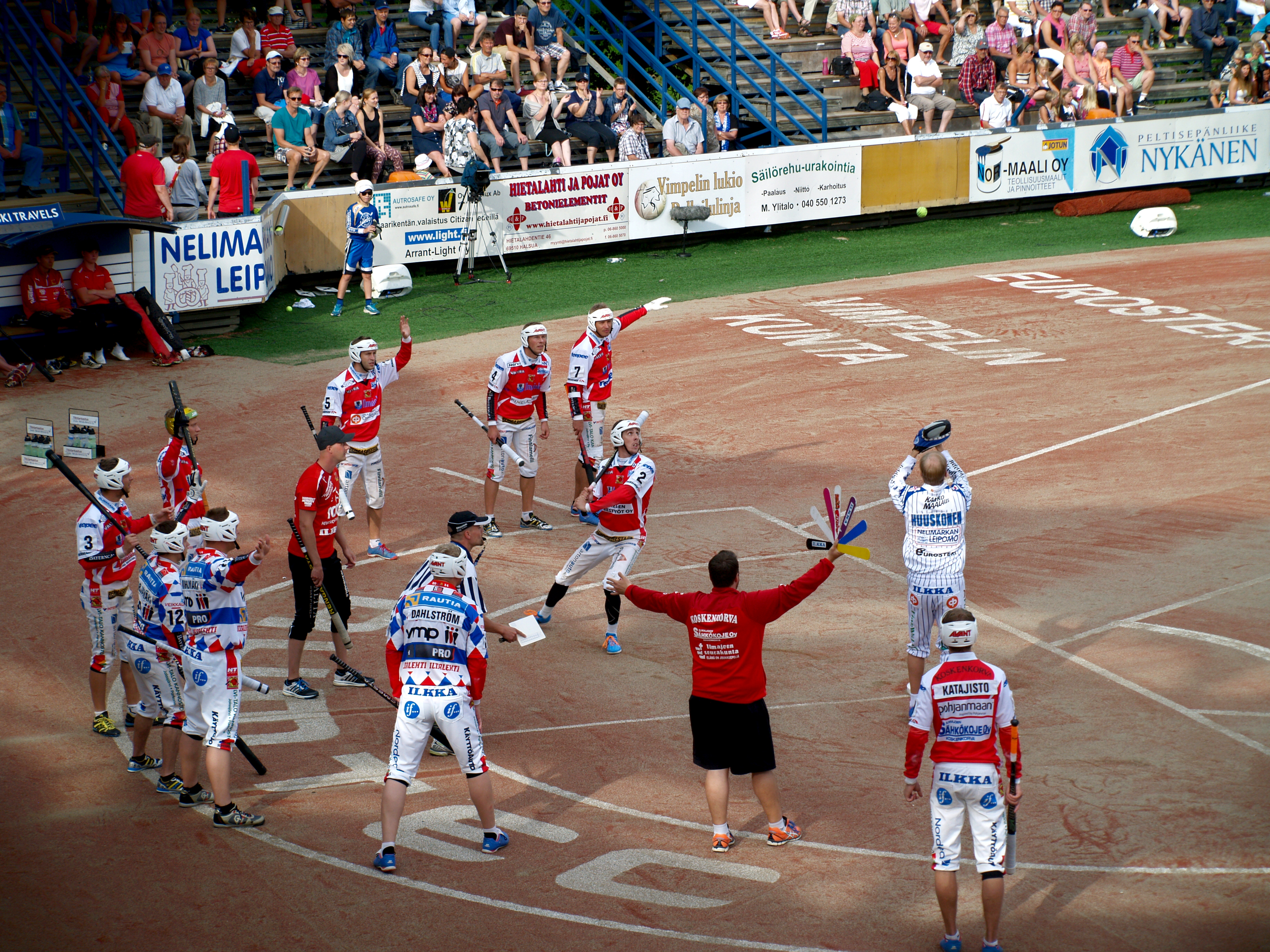
Spiel der Koskenkorva in der Superpesis

Pesäpallo (finnisch, schwedisch boboll, beides deutsch etwa „Nestball“), finnisch und finnlandschwedisch umgangssprachlich auch pesis, ist eine aus Finnland stammende Ballsportart, die Ähnlichkeiten mit Brennball oder dem amerikanischen Baseball hat. Die Sportart wird manchmal als Nationalsport Finnlands angesehen.

## Geschichte

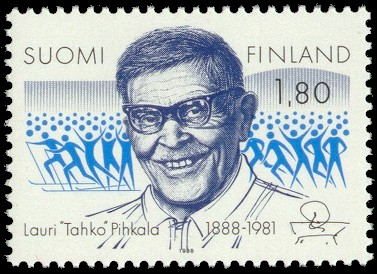
Lauri Pihkala auf einer finnischen Briefmarke von 1988

Pesäpallo wurde 1922 vom Finnen Lauri Pihkala nach einem USA-Aufenthalt entwickelt. Er prägte auch den finnischen Namen, wobei er das Wort pesä für „Nest“ im Sinne des englischen Baseball-Begriffs base verwendete. In Finnland wird Pesäpallo heute in fünf verschiedenen Ligen gespielt, wobei die Liga Superpesis als die höchste Liga mit der besten Spielklasse weltweit gilt.

## Spielidee
Pesäpallo ist zwar mit Baseball verwandt, das Regelwerk ist jedoch sehr unterschiedlich. Der wohl auffälligste Unterschied ist das Spielfeld. Bei Männern beträgt dessen Größe 93,5 × 62 m, bei den Frauen 82 × 56 m. Auch steht der anwerfende Spieler dem Schlagmann im „Heimnest“ (kotipesä) gegenüber. Der Ball wird mit einem vertikalen Wurf über der Anwurfplatte (60 cm Durchmesser) dem Schlagmann durch den „Anwerfer“ (lukkari), mindestens einen Meter hoch, angeworfen.
Es treten zwei Teams gegeneinander an, die aus jeweils neun Spielern (Schlagmännern und Läufern) bestehen. Auf dem Spielfeld befinden sich drei Pesäs (Nester). Sie bestehen aus einem Halbkreis mit einer dahinterliegenden Schutzzone von zehn Metern. Durch die Größe der Pesäs wird ein schnelles Spiel ermöglicht. Behinderungen oder grobe Fouls des Gegners sind nach den Regeln nicht erlaubt. Bei Auftreten erfolgt Ahndung durch den Schiedsrichter. Der Schlagmann hat drei Schläge zur Verfügung und muss diese im Heimnest ausführen. Der Lukkari (Pitcher od. „Anwerfer“) steht dem Schlagmann im Heimnest gegenüber und wirft den Ball für einen Schlag vertikal und mindestens einen Meter hoch an. Über die korrekte Ausführung wacht ein Schiedsrichter im Heimnest. Durch die Schläge ermöglicht der Schlagmann sich selbst oder seinen Mannschaftskameraden, die sich auf dem Spielfeld befinden, einen Weiterlauf oder Heimlauf. Er selbst wird spätestens nach dem dritten Schlag zum Läufer auf dem Spielfeld. Schafft er es nicht, beim ersten Pesä anzukommen, ist er verbrannt. Im Unterschied zum Baseball muss der Schlagmann nicht zum Läufer werden, wenn er einen gültigen Schlag erzielt hat, sondern ermöglicht seinen Mannschaftskameraden auf dem Feld einen Weiterlauf. Erst nach dem dritten Schlag wird er als Schlagmann zwangsweise zum Läufer. Sind drei Läufer verbrannt worden, wird gewechselt. Die Mannschaften wechseln dann von innen nach außen. Die Schlagmannschaft erzielt nur Punkte, wenn ein Läufer nach dem Ablaufen der drei Pesäs in das Heimnest (Kotipesä) zurückkehrt. Ein nicht korrekt ausgeführter Anwurf des Anwerfers oder Lukkari ergibt einen Freilauf für den Gegner zum ersten Nest, wenn kein Spieler auf dem Feld ist. Jeder weitere falsche Anwurf des Anwerfers ergibt erneut einen Freilauf des am weitesten gekommenen Läufers.
Die auf dem Spielfeld befindliche Mannschaft versucht die Läufe durch die Schlagmannschaft durch direktes Fangen des Balls in der Luft (finnisch Koppi) zu verhindern. Jeder Läufer, der dann außerhalb des Pesäs ist, muss aus der Spielrunde ausscheiden. Er ist verletzt. Wird nach einem Fang der Ball zu einem Zielnest eines Läufers geworfen, ist der Läufer verbrannt, wenn der Ball eher als der Läufer ankommt.
Die Begrenzung der Spielfläche hat zur Wirkung, dass der Ball platziert geschlagen werden muss. Auch ist die Fläche und sind die Distanzen zwischen den Pesäs so groß, dass es kaum möglich ist, beim nächsten Nest anzukommen. Ein Lauf von Pesä 2 zum Pesä 3 kann bei Männern ca. 40 Meter weit sein. Der Läufer versucht deshalb einige Meter in Richtung des nächsten Nestes zu laufen, muss aber bei einem Ballwurf zu einem Nest mindestens einen Körperteil im Nest haben. Ein Wurf zu einem Nest von gut trainierten Spielern dauert nur Sekundenbruchteile. Das macht den Reiz des Spieles aus. An jedem Nest steht ein Schiedsrichter, der darüber entscheidet, ob der Ball oder ein Läufer zuerst im Nest war.
Die Sportart erfordert neben athletischen Fähigkeiten wie Laufen, Werfen, Fangen und Schlagen auch sehr schnelle Reaktionen und ein gutes Spielverständnis. Dies gilt für alle Spieler auf dem Feld. Da keine Mannschaft so gut mit Spielern besetzt ist, hängt es von der Tagesform der Spieler ab und es gibt immer Möglichkeiten, durch geschickte Positionierung der Spieler (Schlagreihenfolge) oder im taktischen Bereich der Spielweise des Gegners zu kontern.

## Sportgeräte
Die modernen Schläger, die verwendet werden, sind aus glasfaserverstärktem oder kohlenstofffaserverstärktem Kunststoff. Früher wurden Schläger aus Holz verwendet. Im Unterschied zu amerikanischen Schlägern, sind die verwendeten Schläger bei Pesäpallo innen hohl. Die Schläger sind bis zu einem Meter lang und zwischen 580 g und 640 g schwer. Die Bälle besitzen eine ähnliche Größe wie Baseball-Bälle, sind jedoch schwerer und härter (Männerbälle 160–165 Gramm, Frauenbälle 135–140 Gramm und Kinderbälle 95–100 Gramm). Die Fanghandschuhe (Räpylä) sind aus Leder gefertigt und besitzen einen Fangbeutel. Die Helme haben ebenfalls eine besondere Form. In offiziellen Spielen, wie auch zum eigenen Schutz, besteht eine Helmpflicht.

## International
Pesäpallo findet außerhalb von Finnland noch in anderen Ländern zunehmend Anhänger, vor allem in Schweden, Estland, Deutschland, Schweiz, Großbritannien, Japan, Australien und Indien.

### Weltmeisterschaft
- 1992 in Helsinki (FIN): 1. Finnland, 2. Schweden, 3. Australien
- 1997 in Hyvinkää (FIN): 1. Finnland, 2. Schweden, 3. Estland
- 2000 in Melbourne (AUS): 1. Finnland, 2. Australien, 3. Deutschland
- 2003 in Södertälje (SWE): 1. Finnland, 2. Schweden, 3. Deutschland
- 2006 in München (GER):
  - Männer – 1. Finnland, 2. Deutschland 1, 3. Deutschland 2, 4. Australien
  - Frauen – 1. Finnland, 2. Australien, 3. Deutschland
  - Mixed – 1. Finnland, 2. Deutschland, 3. Australien, 4. Schweden
- 2009 in Pori (FIN): 1. Finnland, 2. Deutschland, 3. Australien
- 2012 in Goldcoast (AUS):
  - Männer – 1. Finnland, 2. Australien, 3. Team Europa
  - Frauen – 1. Finnland, 2. Australien
  - Mixed – 1. Finnland, 2. Australien, 3. Team Europa
- 2015 in Luzern (CHE):
  - Männer – 1. Finnland, 2. Australien, 3. Deutschland
  - Mixed – 1. Finnland, 2. Australien, 3. Schweiz
- 2017 in Turku (FIN):
  - Männer – 1. Finnland, 2. Deutschland, 3. Australien
  - Frauen – 1. Finnland, 2. Australien, 3. Indien
  - Mixed – 1. Finnland, 2. Australien, 3. Deutschland
- 2019 in Pune (IND)[5]

## Deutschland
Im internationalen Vergleich, der durch eine Weltmeisterschaft ausgetragen wird, steht Deutschland bisher nach Finnland an zweiter Stelle. Die WM 2006 fand vom 8.–16. Juli 2006 in München (Deutschland) statt.
In Deutschland wird schon seit vielen Jahren Pesäpallo gespielt. Die Mannschaften haben sich u. a. durch Initiativen der finnischen Schulen, von Mitgliedern der Deutsch-Finnischen Gesellschaft (DFG) sowie finnischen Einwanderern entwickelt. Erster deutscher Pesäpallo-Verein ist Tahko Berlin e. V., welcher am 11. November 1992 gegründet wurde. Auf Initiative einzelner Spielervertreter kam es im Zuge der Jahre 1993 und 1994 zu diversen Abstimmungen hinsichtlich eines möglichen Ligabetriebes. Nachdem sich dann 1994 deutschlandweit sechs Mannschaften gefunden hatten, wurde mit Unterstützung des Finnischen Pesäpalloverbandes Pesäpallo Liitto (PPL), die Deutsche Pesäpallo Liga und damit auch der reguläre Spielbetrieb gegründet.
In Anlehnung an die alte finnische Tradition wurde jährlich ein sogenanntes Ost/West- oder Nord/Südspiel der besten Spieler ausgetragen. Durch die Ligaänderung gab es im Ablauf eine Änderung. In den 1990er Jahren wurde Pesäpallo in Augsburg im Hochschulsport angeboten. Ziel war es, den Sport bekannter zu machen und Sportstudenten als Multiplikatoren für diesen Sport zu begeistern. Nach einigen Jahren wurde diese Aktivität eingestellt.

### Konstantinos Oikonomides
Konstantinos Oikonomides (* 1975) ist deutscher Pesäpallo-Rekordnationalspieler und aktiver Förderer dieses Sportes in Deutschland, wo er für die Nürnberg Palloveikot spielte. Bei einer Wurfmessung im Jahre 2004 schaffte er 100 km/h.
2006 kam Oikonomides als Bauingenieur für ein deutsches Unternehmen nach Finnland und lebt heute (2021) in Kerava in der Hauptstadtregion. Neben Pesäpallo war Oikonomides als Deutscher in Finnland seit 2015 auch maßgeblich an der Etablierung des FC Germania Helsinki beteiligt, eines Einwanderer-Fußballvereins dessen Geschichte in einem eigenen Kapitel im Buch von Bernd Giesekings Finne dein Glück (2021) beschrieben wird. Seit der offiziellen Vereinsgründung 2017 ist Oikonomides Vorstandsmitglied und aktiver Spieler. Außerdem ist er heute (2022) Teammanager der beiden aktiven Herren-Mannschaften, die in der Vitonen bzw. Kutonen spielen.
2017 wurde Oikonomides als „Pionier des internationalen Pesäpallo“ mit dem Tahko-Pihkala-Preis (Tahko Pihkala -palkinto) des finnischen Pesäpallo-Verbands ausgezeichnet.

## Schweiz
In der Schweiz wird seit den 1990er Jahren Pesäpallo gespielt. Seit 2012 werden neben der Meisterschaftsentscheidung oder auch Final-Wochenende zusätzlich Liga-Spieltage mit Hin- und Rückspiel veranstaltet. Stand 2019 nehmen fünf Teams am Spielbetrieb teil.